# 黒海太
黒海 太（こっかい ふとし、1981年3月10日 - ）は、アブハジア共和国スフミ市出身（呼び出し公称ではグルジア共和国〈現国名 : ジョージア〉の首都トビリシ市出身）で追手風部屋に所属した元大相撲力士。本名はレヴァン・ツァグリア〈ジョージア語：ლევან ცაგურია、キリル文字転写：Леван Цагурия、ラテン文字転写：Levan Tsaguria〉。現役時代の愛称は「コッカイ」「レヴァン」。身長190cm、体重156kg。得意技は、突き、押し、左四つ。最高位は西小結（2006年9月・11月場所）。趣味は音楽鑑賞、史上初のヨーロッパ出身の関取。四股名は故郷が面する黒海に因んだ。

## 来歴

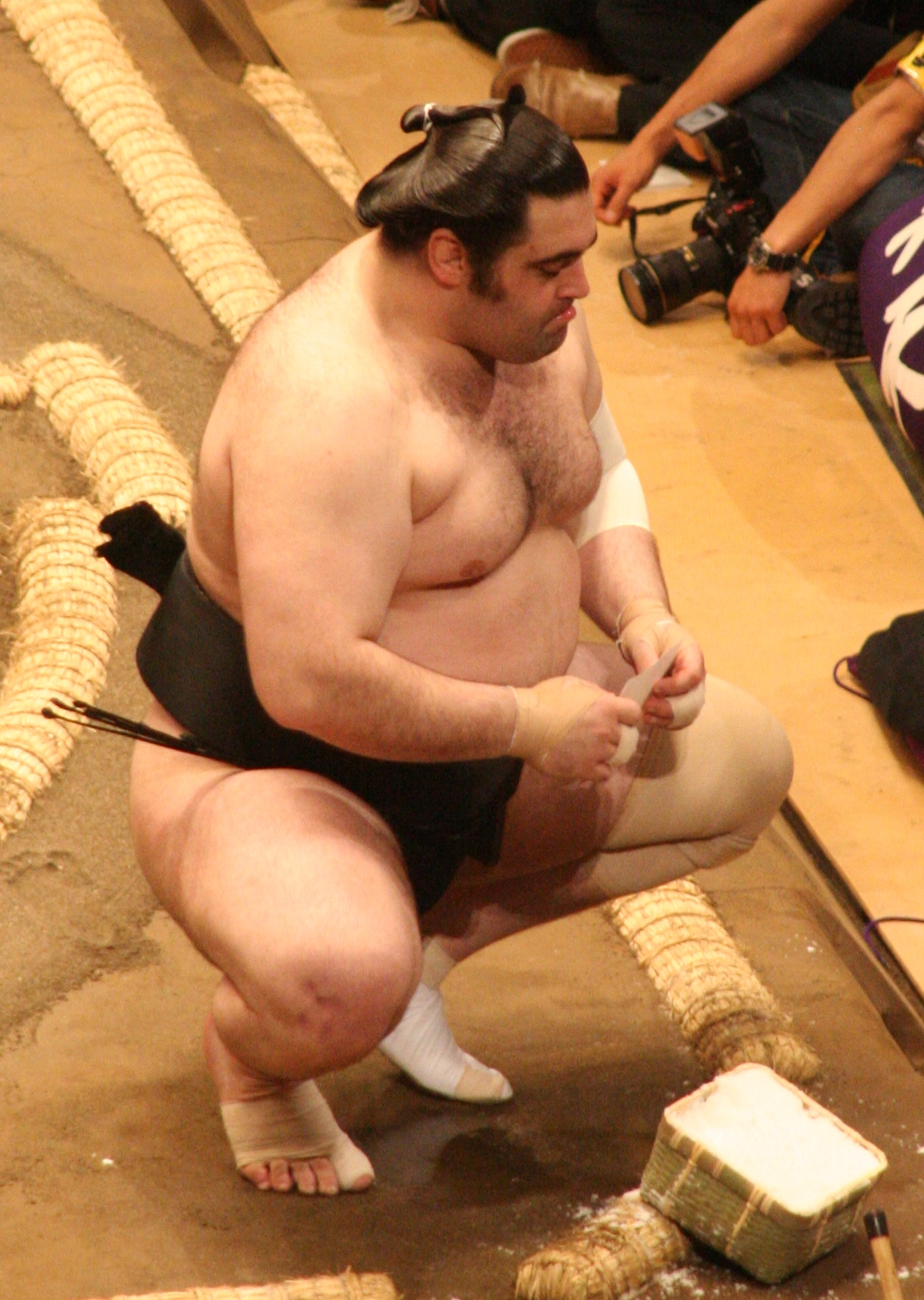
2009年9月場所

レスリングチャンピオンの長男としてソビエト連邦アブハジア自治共和国・スフミで生まれる。6歳の頃からレスリングを始めた。12歳のときにアブハジア紛争で自宅が破壊され、首都のトビリシに一家で逃れる。グルジアのスポーツナショナル·アカデミー在籍中には欧州ジュニア選手権大会のフリースタイル130kg超級で優勝したが、スポーツチャンネルの放送で偶々相撲を観たり、日本のアマチュア相撲チームがグルジアを訪れた際におこなった稽古を見学したりしたことがきっかけで相撲に興味を持ち、ドイツで行われた世界アマチュア相撲選手権大会にも参加した。その際に、同大会の無差別級で優勝した選手を介して、国際相撲連盟事務総長であり日本大学相撲部監督でもあった田中英壽に話が伝わり、教え子の追手風を紹介された。父にはレスリングでオリンピックに出場してほしいとして反対されたが、来日して入門。
2001年5月場所に初土俵。取的の頃よりアマチュアレスリングで鳴らしたその馬力には期待が集まり出世も早かった。新序ノ口の2001年7月場所では村田（後の十両・華王錦）に、新序二段の翌9月場所では休場明けの元三段目・松緑に、それぞれ敗れて6勝1敗と優勝を逸したものの、それから2場所連続で序二段・三段目と7戦全勝で各段優勝を遂げた。三段目優勝を遂げて新幕下で迎えた2002年3月場所は東幕下15枚目に在位、内規上全勝すれば十両に昇進できる地位に初土俵から僅か5場所で昇り詰めたものの、当場所は3勝4敗と力士人生初の負け越し。2002年は年間通してコンスタントな成績を修めながらも一進一退を続けていたが、西幕下6枚目で迎えた2003年1月場所では2日目の1番相撲で須磨ノ富士に不覚を喫した後6連勝、当場所幕下に全勝者がいなかった関係上、自身を含む7名（番付上位順に出羽乃富士・黒海・須磨ノ富士・内田・龍皇・寶智山・武州山）による優勝決定戦に参加し、これを勝ち抜き幕下優勝。西幕下筆頭に昇進した翌3月場所も5勝2敗と勝ち越し、翌5月場所に新十両。十両在位中も負け越すことなく、在位4場所目の2003年11月場所に東十両2枚目で14勝1敗と十両では珍しい好成績をもって優勝。翌2004年1月場所の新入幕を決めた。すぐさま幕内上位に定着し2004年5月場所で10勝、2004年9月場所は7勝8敗と負け越したが当場所優勝した魁皇を含む3大関に勝つなど活躍。同年11月場所3日目には初日から2連敗だった角番の大関武双山を右上手投げで下し、引退に追い込んだ。その後、コンスタントな成績を修めつつ三役昇進の可能性を伺わせていたが平幕上位で大勝ちするに至らず、2年以上に亘り平幕の一桁台を往復していた。
一方で、2005年7月場所では横綱朝青龍を撃破し金星を挙げ敢闘賞を受賞、2006年1月場所でも横綱朝青龍を破り2つ目の金星を挙げるなど随所で活躍し、2006年3月場所は自己最高位タイの西前頭筆頭に番付を上げた。だが、場所直前に父の訃報が届き、弟の司海とともにグルジアへ緊急帰国したため、稽古不足で5勝10敗と大きく負け越し。そればかりか、千秋楽の春日王戦に内掛けで敗れた際に足を負傷した。翌5月場所は、完治していない足の怪我のために前半は3勝5敗と黒星先行で苦しい場所だったが後半巻き返し、14日目に勝ち越しを決め、8勝7敗で場所を終えた。翌7月場所では前頭5枚目で10勝5敗、当場所は10勝のうちの5勝が叩き込みと引き技が目立ったが、好成績が評価され翌9月場所で新三役（新小結）を決めた。当場所は新小結で魁皇・千代大海の2大関を破るなど存在感を示し8勝7敗と勝ち越したものの、関脇・小結が全員勝ち越したため、翌11月場所は関脇昇進には至らず番付据え置きとなったが、怪我の影響か引き技に依存する取り口が顕著に見られ、初日から9連敗を喫するなど3勝12敗と大敗に終わり、翌2007年1月場所は平幕に陥落した。結果的に黒海の力士人生における三役在位歴は当該2場所に終わった。
西前頭5枚目で迎えた2008年3月場所は叩きも目立ったが四つ相撲中心の取り口で12勝3敗の好成績を挙げ、2度目の敢闘賞を受賞。当場所は平幕陥落相当の成績に終わった三役力士が豪風ただ一人であり、この空きに黒海が入る可能性があったものの、翌5月場所に小結に昇進した力士は朝赤龍（東前頭筆頭で8勝7敗）で、黒海は惜しくも東前頭筆頭に据え置かれた。久々の上位進出となった翌5月場所では3勝12敗と大敗を喫し、それ以降は負傷や体重の減少などに苦しみ、平幕の中位から下位に在位することが増えてきた。
2011年1月場所は東前頭15枚目で迎えたものの、3勝12敗と大敗。幕内連続在位は43場所で途絶える形となった。
西十両6枚目に陥落した翌5月技量審査場所でも5勝10敗と大きく負け越し。しかし、大相撲八百長問題にて多数の力士が引退・解雇されたため翌7月場所は東十両4枚目と番付を上げ、9勝6敗と勝ち越し。翌9月場所では東前頭16枚目に番付を戻し、3場所ぶりの入幕を果たした。4日目の玉飛鳥戦ではがぶり寄りのような寄り倒しで勝利するなど、取り口にもやや変化が見られ、9勝6敗と勝ち越した。体の張りも前場所より明らかに増し、復活の兆しが見られたが、翌11月場所は西前頭10枚目で1勝14敗と大きく負け越し、結果的に当場所が幕内最終在位場所となった。
2回目の十両陥落となった翌2012年1月場所から2場所は精彩を欠く相撲が続いた。特に3月場所は4勝11敗に終わり、5月場所は西十両11枚目と成績次第では幕下陥落の危険性もある地位まで番付が下がってしまった。5月場所では両ひじ・両ひざに大きなサポーターをつけながら土俵に上がっていたが、10日目の隆の山との取り組みで負傷した左大腿部肉離れのため、11日目は現役初の休場となり、当時の現役関取で1位の連続出場記録が882日でストップした。13日目から再出場し、千秋楽に4場所ぶりの勝ち越しを決めた。東十両7枚目で迎えた翌7月場所は4勝11敗と大敗。
東十両12枚目で迎えた翌9月場所は負傷のため3日目から途中休場し、師匠の追手風は「中日までに出られない時は決断しないといけないでしょう」と負傷の状況によっては引退の可能性がある旨を示唆していた。同場所13日目の9月21日に現役引退を発表。日本国籍を取得していないため年寄襲名はできなかった。翌22日に両国国技館内にて引退記者会見が開かれ「怪我が多く、これ以上続けられないと思った。日本に来て大相撲に入って、自分の人生も開けました。一番嬉しかったのは幕下筆頭で5番勝って新十両を決めた時（2003年5月）。自分が入った時には（ヨーロッパ出身者は）1人しかいなかったので、後から入った人がみんな強くなって良かった」「心の中には思い出がいっぱい」、「横綱・朝青龍から初金星を挙げた相撲（2005年7月場所）が思い出」と語り、師匠の追手風親方は「私のことを常に師匠として立ててくれ、また部屋では11年間関取として引っ張ってくれた。ありがとうという言葉しかない」と語った。
断髪式は2013年2月2日に東京都内のホテルで行われた。引退後は祖国グルジアで日本食レストランを経営する傍らでアマチュア相撲の指導を行っており、ジョージア（グルジアから改名）相撲連盟会長も務めている。

## 取り口
- 入幕当初は怪力・馬力を前面に出した荒々しい突き押しと張り手を武器にしていた[1]。立合いのカチ上げからモロ手で突き放す相撲は威力が十分であった。そのボクシングのような激しさから、北の富士勝昭には「相撲じゃない」と眉を顰められたことすらあった。その突きはワキを締めて手を「逆八の字」の形にして行うものであるというセオリーに反して、ワキを大きく広げる「八の字」の形に広げた手で行われるものであった[10]。当然ながらワキが甘く、四つ相撲の力士や突きを掻い潜ってくる技能派の力士とは分が悪かった。また、この形は肘に負担がかかりやすく、しばしば肘の故障に悩まされた。
- すり足に難があり足が揃いやすかったため、引きや叩きに屈する事も多かった。一方で怪力は投げ技や引き技にも生かされ、武双山に引導を渡した上手投げも強烈であった。
- 現役終盤の頃には突き押しは影を潜め、左四つでの相撲が中心になっていた。2009年は全勝利39勝のうち半数以上の勝ち星を寄り切りや上手投げで収めていた、これについて上述の批判をした北の富士は「昔の荒々しい突き押しを知ってるだけに」と残念がっていた。

## エピソード

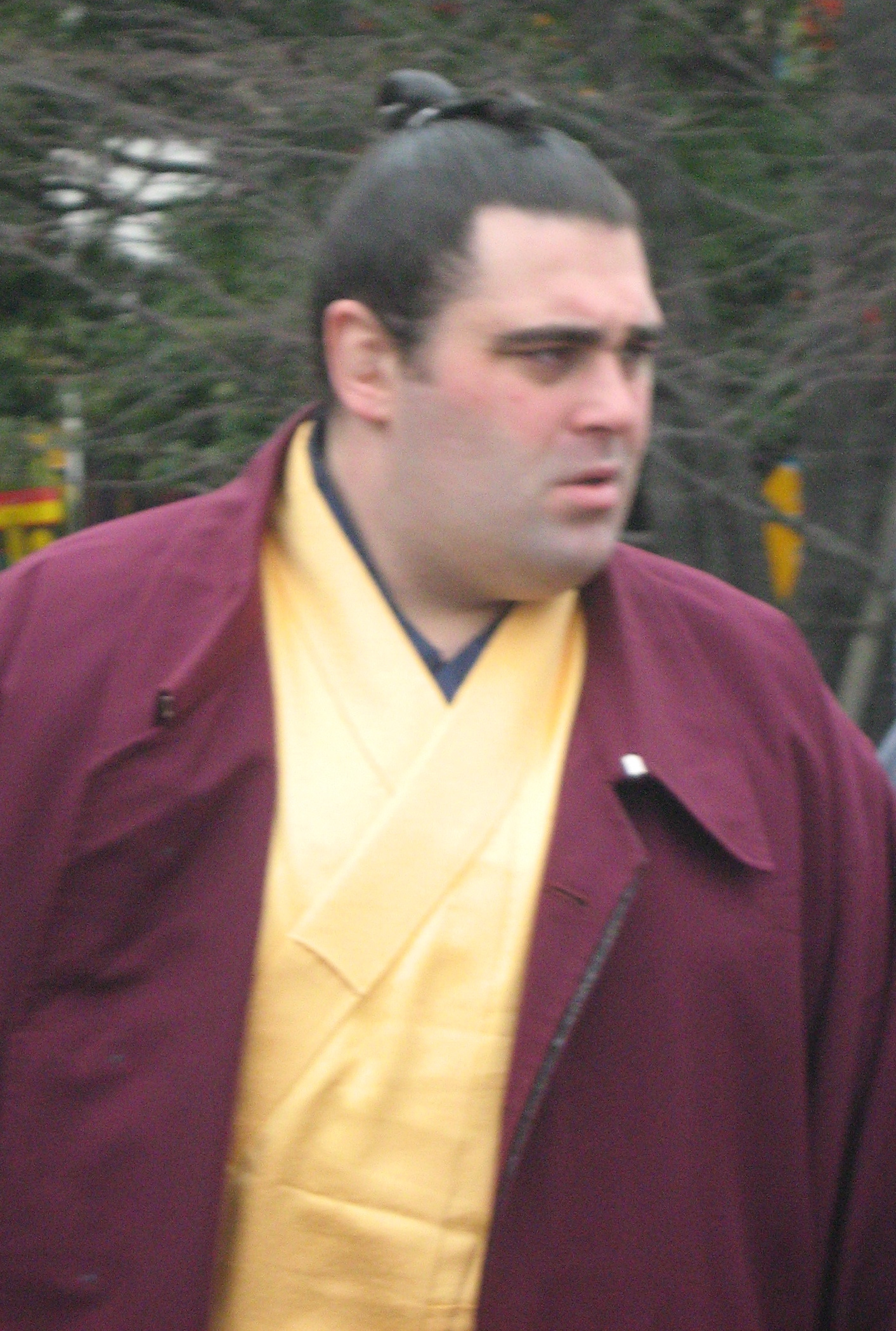
髭を剃った状態の黒海

- 日本相撲協会公式ページなどではツァグリア・メラブ・レヴァンと表記されているが、これは父親の名前をミドルネームに組み込むロシア式の表記であり（人名のスラブ系の名前参照）、グルジアがソ連から独立して久しい現在ではあまり一般的とは言えない表記である。また、民族としてはミングレル人である。
- 母語のグルジア語とロシア語、来日後に覚えた日本語、英語の四ヶ国語を話す事が出来る。
- 食文化の違いに悩む外国人力士が多い中、早くから日本食に馴染み、好き嫌いもあまりなかったとされる。入門当初は白米にマヨネーズをかけて食べることを許されていたようであり、この配慮のおかげで力士として大成できたという[11]。
- 弟のギオルギ・ツァグリア（1987年5月10日 -）も2005年に来日して、同年9月場所に入間川部屋から初土俵を踏み、司海丈二の四股名を名乗り三段目18枚目まで昇進したが、膝を大怪我したことや、父が亡くなったこともあり家業を継ぐため2006年9月場所を最後に引退し帰国した。
- 一時期、髭を伸ばして土俵に上がっていたが、対戦相手から「ちくちくして痛い」と言われたり、観客から「見ていて不愉快だ」との意見が出たりしたことを機に髭を剃るようになった。2007年5月場所の大相撲中継では北の富士に「むさくるしい」とまで言われた。黒海自身の現役時代の主張によると、髯は白星が重なっているときに縁起を担いで伸ばしていた、毎場所初日と中日に習慣的に剃っていたという。
- 2007年11月場所にはもみあげをプレスリーのように直角三角形状にするなど、独特な風貌がスポーツ報知の報道で言及された。
- 2008年8月13日、南オセチア紛争でのロシア軍事介入に対し母国からデモへの参加要請があり、親方の許可を得て在日グルジア人や栃ノ心と共にロシア大使館に対する抗議活動をおこなった。その当時開催期間中であった夏巡業には「不整脈治療のため」として参加していなかったものの、相撲協会は当初デモ活動については不問としていた[12]。しかし8月22日には報道を受けて厳重注意処分が下された。
- 2009年5月末に、緊迫する対ロシア情勢の中、徴兵検査を受けるために母国グルジアに帰国した（栃ノ心、臥牙丸も同様）。1ヶ月あまりの軍事訓練を受けて7月に再入国した[13]。
- 2010年6月、母国のミヘイル・サアカシュヴィリ大統領から「海外でグルジアの名前を広めたことによる功績」を称え、グルジア独立後16人しか受章していない栄誉ある勲章を授与された。黒海によると日本の国民栄誉賞に相当する受章である[14]。
- 2011年1月14日早朝、墨田区内のインド料理店で食事中に臥牙丸と口論になり喧嘩に発展、店の厨房と客席を仕切るガラス扉を割り、天井に穴を開けていた[15]事が同年1月24日に判明。店長が「酔っ払いが騒ぎを起こし、ガラスを壊された」と警察に通報[16]、双方とも酒に酔っており器物損壊罪容疑で警視庁本所警察署から事情聴取を受けた旨が報道された[17]。しかし黒海自身は「親類を亡くして落ち込んでいた臥牙丸を励ましていたが、立ち上がった際にガラスが手に当たった」と語っていた[18]。これを重く見た追手風は騒動から5日後に放駒理事長に報告。同年1月24日、黒海・臥牙丸と監督不行き届きと見られた追手風親方が厳重注意を受けた[18]。放駒理事長は「けんかしたとは聞いていない。ただ、（本場所の）そんな時間まで顔が合う力士（＝取組が組まれる力士同士）が飲んでいたのは問題だ」と本場所中の騒動であったことを問題視し、同年2月1日の力士会で注意した[18]。本件においては、同年5月27日付で書類送検されたが当該料理店とは同日時点で示談が成立していた[19]ため、黒海及び臥牙丸への刑事処分は無かった。
- 2011年3月11日に起きた東日本大震災の直後から母国への避難命令のFAXが追手風部屋に届いており[20]、福島第一原子力発電所事故も起きたことから、黒海は帰国希望を師匠に伝えた。母国関係者からも1986年のチェルノブイリ原子力発電所事故の再現を恐れ強く帰国を薦められたが[21]、相撲協会は「相撲協会の許可なく部屋を離れることは認めない」[21]「部屋でいつも通りの生活をするように」と各部屋に通達し、追手風は「協会の指示は守らなければいけない、もし帰るなら力士を引退しなければならない」と黒海に説明したという。黒海も納得し日本に留まることを決意し、結婚（後述）までは追手風部屋で生活していたが、その後も避難命令が届いていた[20]。
- 2011年9月17日、地元のグルジア人女子大学院生と結婚していたことが明らかになった。同年8月13日に母国の首都トビリシで挙式を済ませたとされる[22]。
- 自身が引退した際の報道が、ブルガリアにおいて「琴欧洲が引退した」と勘違いされ、国営放送や新聞で誤報が流れたという。なお琴欧洲は母親からの電話でその誤報を知った[23]とされる。
- 引退当初は「日本とグルジアの関係が良くなるために力になりたい」と、政治家になることも考えていたという[24]。
- 2015年11月9日に放送された「未来世紀ジパング」では、トビリシ市で日本車の中古販売ビジネスを始めようと奮闘する様子が紹介された[25]。
- 2018年7月28日放送のTBS「日立 世界・ふしぎ発見!」で故国ジョージアでワイナリーを営んでいることが放送された。プロデュースをした赤ワイン「黒海」は、栃ノ心大関昇進披露パーティーのお土産になったという[26]。同年9月11日、大相撲九月場所3日目を西の桝席で観戦。ラジオ中継解説の北の富士が、中継中に本人が挨拶に来たことについて話していた。
- 2019年4月17日から19日に亘り東京ビッグサイトで開催された展示会「ワイン&グルメジャパン2019」では、「Kokkai」のワインも展示された[27]。

## 主な成績

### 通算成績
- 通算成績：446勝458敗10休 勝率.493
- 幕内成績：312勝363敗 勝率.462
- 現役在位：68場所
- 幕内在位：44場所
- 三役在位：2場所（小結2場所）
- 幕内連続在位場所：42場所（2004年1月場所-2011年場所1月場所）

### 各段優勝
- 十両優勝：1回（2003年11月場所）
- 幕下優勝：1回（2003年1月場所）
- 三段目優勝：1回（2002年1月場所）
- 序二段優勝：1回（2001年11月場所）

### 三賞・金星
- 三賞：2回
  - 敢闘賞：2回（2005年7月場所、2008年3月場所）[1]
- 金星：2個
  - 朝青龍2個[1]

### 場所別成績
| | 一月場所 初場所（東京） | 三月場所 春場所（大阪） | 五月場所 夏場所（東京） | 七月場所 名古屋場所（愛知） | 九月場所 秋場所（東京） | 十一月場所 九州場所（福岡） |
| --- | ----------------------- | ----------------------- | ----------------------- | --------------------------- | ----------------------- | --------------------------- |
| 2001年 （平成13年） | x                       | x                       | （前相撲）              | 東序ノ口42枚目 6–1          | 東序二段75枚目 6–1      | 東序二段3枚目 優勝 7–0      |
| 2002年 （平成14年） | 西三段目14枚目 優勝 7–0 | 東幕下15枚目 3–4        | 西幕下21枚目 6–1        | 東幕下7枚目 5–2             | 西幕下筆頭 2–5          | 東幕下9枚目 4–3             |
| 2003年 （平成15年） | 西幕下6枚目 優勝 6–1    | 西幕下筆頭 5–2          | 西十両10枚目 8–7        | 東十両6枚目 9–6             | 東十両4枚目 9–6         | 西十両2枚目 優勝 14–1       |
| 2004年 （平成16年） | 西前頭10枚目 8–7        | 西前頭9枚目 8–7         | 東前頭7枚目 10–5        | 東前頭2枚目 8–7             | 西前頭筆頭 7–8          | 西前頭2枚目 7–8             |
| 2005年 （平成17年） | 西前頭3枚目 7–8         | 東前頭4枚目 9–6         | 東前頭2枚目 5–10        | 東前頭6枚目 9–6 敢★         | 西前頭2枚目 5–10        | 西前頭6枚目 9–6             |
| 2006年 （平成18年） | 西前頭2枚目 8–7 ★       | 西前頭筆頭 5–10         | 西前頭6枚目 8–7         | 西前頭5枚目 10–5            | 西小結 8–7              | 西小結 3–12                 |
| 2007年 （平成19年） | 西前頭5枚目 7–8         | 東前頭7枚目 10–5        | 東前頭2枚目 3–12        | 西前頭9枚目 6–9             | 東前頭12枚目 7–8        | 東前頭13枚目 9–6            |
| 2008年 （平成20年） | 東前頭8枚目 9–6         | 西前頭5枚目 12–3 敢     | 東前頭筆頭 3–12         | 西前頭10枚目 5–10           | 東前頭16枚目 8–7        | 東前頭11枚目 9–6            |
| 2009年 （平成21年） | 西前頭4枚目 5–10        | 西前頭8枚目 5–10        | 東前頭14枚目 8–7        | 東前頭8枚目 5–10            | 東前頭14枚目 8–7        | 西前頭10枚目 8–7            |
| 2010年 （平成22年） | 東前頭9枚目 5–10        | 東前頭14枚目 10–5       | 西前頭6枚目 3–12        | 西前頭12枚目 8–7            | 東前頭8枚目 8–7         | 東前頭6枚目 4–11            |
| 2011年 （平成23年） | 東前頭15枚目 3–12       | 八百長問題 により中止   | 西十両6枚目 5–10        | 東十両4枚目 9–6             | 東前頭16枚目 9–6        | 東前頭10枚目 1–14           |
| 2012年 （平成24年） | 東十両4枚目 7–8         | 西十両5枚目 4–11        | 西十両11枚目 8–6–1      | 東十両7枚目 4–11            | 東十両12枚目 引退 0–3–9 | x                           |
| 各欄の数字は、「勝ち-負け-休場」を示す。 優勝 引退 休場 十両 幕下 三賞：敢=敢闘賞、殊=殊勲賞、技=技能賞 その他：★=金星 番付階級：幕内 - 十両 - 幕下 - 三段目 - 序二段 - 序ノ口 幕内序列：横綱 - 大関 - 関脇 - 小結 - 前頭（「#数字」は各位内の序列） |                         |                         |                         |                             |                         |                             |

### 幕内対戦成績
| 力士名   | 勝数 | 負数 | 力士名 | 勝数 | 負数 | 力士名   | 勝数 | 負数 | 力士名   | 勝数 | 負数 |
| -------- | ---- | ---- | ------ | ---- | ---- | -------- | ---- | ---- | -------- | ---- | ---- |
| 朝青龍   | 2    | 12   | 朝赤龍 | 6    | 8    | 朝乃若   | 2    | 0    | 安美錦   | 7    | 8    |
| 阿覧     | 2    | 2    | 市原   | 1    | 0    | 岩木山   | 13   | 9    | 皇司     | 1    | 0    |
| 隠岐の海 | 0    | 1    | 魁皇   | 8(1) | 6    | 海鵬     | 2    | 4    | 臥牙丸   | 1    | 1    |
| 垣添     | 9(1) | 10   | 鶴竜   | 2    | 6    | 春日王   | 7    | 3    | 春日錦   | 3    | 3    |
| 稀勢の里 | 1    | 5    | 北桜   | 2    | 0    | 北太樹   | 3    | 5    | 木村山   | 5    | 7    |
| 旭天鵬   | 9    | 5    | 金開山 | 0    | 1    | 豪栄道   | 2    | 1    | 光龍     | 1    | 1    |
| 琴欧洲   | 4    | 9    | 琴春日 | 2    | 1    | 琴奨菊   | 1    | 4    | 琴ノ若   | 1    | 2    |
| 琴光喜   | 7    | 13   | 琴龍   | 1    | 0    | 磋牙司   | 1    | 1    | 霜鳳     | 8    | 6    |
| 十文字   | 4    | 0    | 翔天狼 | 5    | 2    | 蒼国来   | 0    | 3    | 大道     | 1    | 0    |
| 貴ノ浪   | 1    | 1    | 隆の山 | 1    | 0    | 隆乃若   | 2    | 0    | 高見盛   | 12   | 12   |
| 髙安     | 0    | 1    | 宝富士 | 0    | 1    | 豪風     | 5    | 12   | 玉飛鳥   | 2    | 1    |
| 玉春日   | 4    | 1    | 玉乃島 | 8    | 15   | 玉鷲     | 4    | 4    | 千代大海 | 4    | 8    |
| 千代白鵬 | 1    | 1    | 出島   | 9    | 7    | 闘牙     | 1    | 0    | 時津海   | 5    | 1    |
| 時天空   | 3    | 9    | 徳瀬川 | 3    | 0    | 土佐ノ海 | 8    | 3    | 土佐豊   | 3    | 6    |
| 栃東     | 2    | 10   | 栃煌山 | 3    | 5    | 栃栄     | 2    | 0    | 栃ノ心   | 2    | 2    |
| 栃乃洋   | 10   | 6    | 栃乃若 | 0    | 1    | 豊桜     | 1    | 1    | 豊ノ島   | 3    | 5    |
| 豊響     | 3    | 7    | 白馬   | 2    | 3    | 白鵬     | 2    | 9    | 白露山   | 1    | 3    |
| 把瑠都   | 2    | 2    | 春ノ山 | 1    | 0    | 日馬富士 | 4    | 2    | 富士東   | 0    | 1    |
| 武州山   | 7    | 2    | 普天王 | 7    | 8    | 武雄山   | 3    | 1    | 寶智山   | 1    | 0    |
| 豊真将   | 3    | 5    | 北勝力 | 7    | 9    | 将司     | 0    | 2    | 雅山     | 5    | 17   |
| 妙義龍   | 0    | 1    | 武双山 | 4    | 0    | 猛虎浪   | 2    | 4    | 山本山   | 1(1) | 1    |
| 燁司     | 1    | 1    | 芳東   | 0    | 1    | 嘉風     | 7    | 10   | 龍皇     | 0    | 1    |
| 露鵬     | 6    | 6    | 若麒麟 | 2    | 0    | 若荒雄   | 1    | 2    | 若兎馬   | 1    | 0    |
| 若の里   | 9(1) | 11   | 若ノ鵬 | 1    | 2    |          |      |      |          |      |      |